# Amitostigma keiskei
Amitostigma keiskei är en orkidéart som först beskrevs av Achille Eugène Finet, och fick sitt nu gällande namn av Rudolf Schlechter. Amitostigma keiskei ingår i släktet Amitostigma och familjen orkidéer. Inga underarter finns listade i Catalogue of Life.

## Bildgalleri

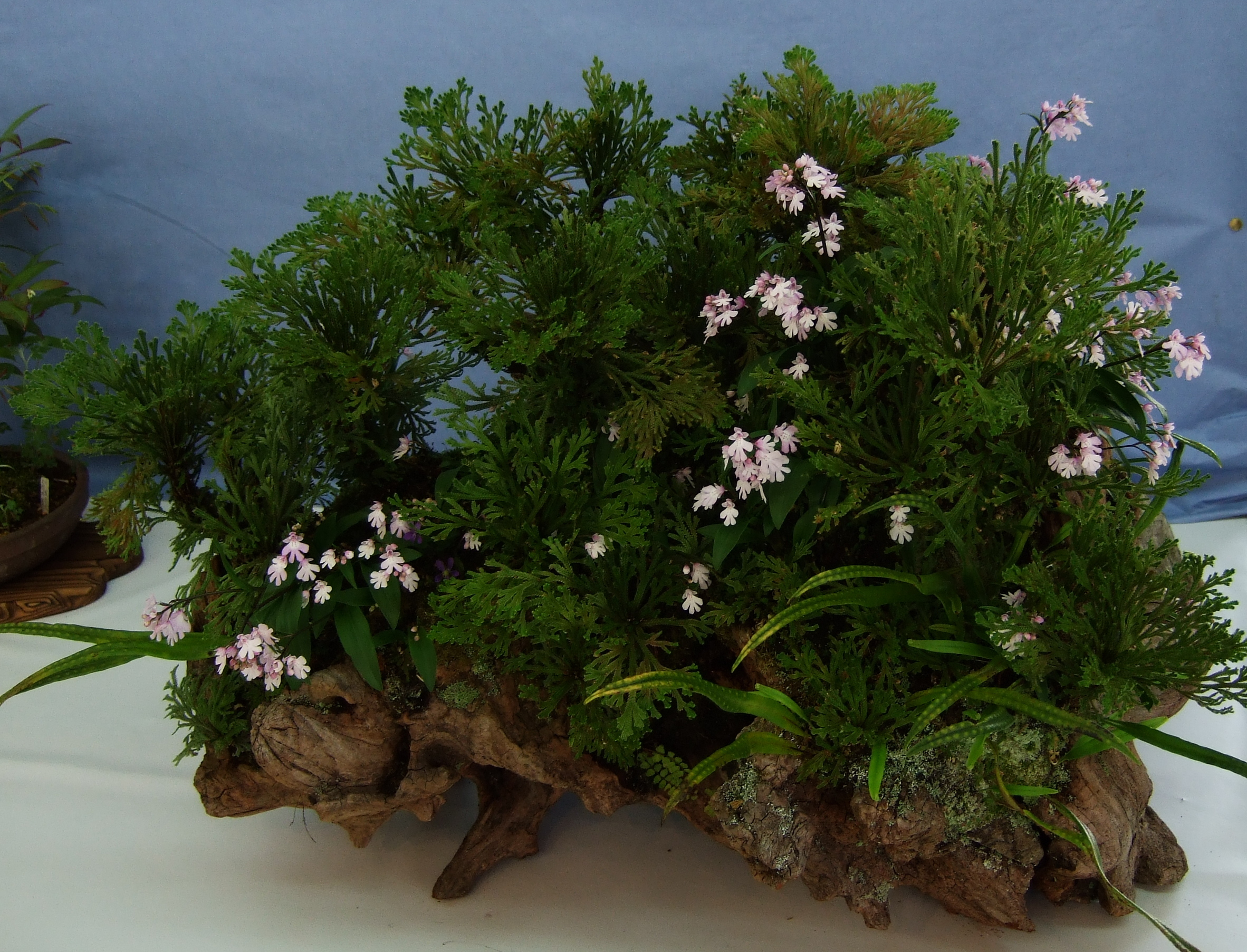